# Acciaio maraging
In metallurgia, si indica con il nome di acciaio maraging un acciaio speciale dalle caratteristiche di elevata durezza e malleabilità, ma anche di buona tenacità con un comportamento elastico fin quasi alla rottura.
Il ferro, costituente base della lega, viene addizionato principalmente con cobalto e nichel, in proporzione variabile, quali agenti di rinforzo. Inoltre la composizione della lega prevede la presenza di quantità minori di molibdeno, alluminio e titanio. A differenza della maggior parte degli acciai, il maraging contiene piccolissime percentuali in peso di carbonio, all'incirca 0,01% - 0,03%.

## Proprietà e caratteristiche
Il termine maraging deriva dall'inglese, per contrazione dell'espressione martensite-aging, e indica il processo con cui sono prodotti questi acciai, cioè per invecchiamento, o rinvenimento prolungato, della martensite. La martensite in questi acciai ha abito cristallino cubico, dato dall'estrema povertà del tenore di carbonio; quindi essi non presentano la fragilità propria della martensite tetragonalizzata dalla presenza degli atomi di carbonio.
L'elevata resistenza meccanica, fino a 2500 MPa (megapascal) in trazione è dovuta alla precipitazione degli elementi di lega metallici, principalmente nichel e cobalto, poi titanio, alluminio e molibdeno, sui piani di scorrimento e sui bordi dei grani.
Il trattamento con cui si producono questi acciai è in due fasi: tempra e rinvenimento.
La tempra si realizza dapprima con il riscaldamento dell'acciaio a 800-900 °C, temperatura alla quale rimane per 4-5 ore per permettere agli elementi di lega di diffondersi omogeneamente.
Segue il raffreddamento rapido a temperature molto basse, anche sotto lo 0, per trasformare l'austenite (la fase stabile ad alta temperatura) in martensite cubica, fase metastabile, in soluzione soprassatura degli elementi metallici di lega.
L'invecchiamento si opera per cottura intorno ai 400-500 °C, in modo da far precipitare vari composti intermetallici, da cui deriva l'elevata durezza dell'acciaio, e disperdere opportunamente gli elementi di lega sui bordi di grano e sui piani di scorrimento. Per favorire questo processo, spesso il rinvenimento è preceduto da lavorazioni per deformazione plastica che, per incrudimento, provocano la nucleazione di nuovi centri per la precipitazione (si creano nuovi piani di scorrimento, nuovi difetti puntiformi e dislocazioni, in cui gli atomi di lega possono posizionarsi).
Il risultato finale di questo trattamento termico è un acciaio resistente alla deformazione plastica e duro (grazie alla presenza dei composti intermetallici) ed anche dotato di buona tenacità (poiché il basso tenore di carbonio evita sia la presenza di carburi sia la tetragonalizzazione della martensite).

## Composizione
È fondamentale mantenere basso il tenore di carbonio, per ottenere una martensite in forma cubica, di soli atomi di ferro, non tensionata, e quindi duttile.
Il carbonio è mantenuto al di sotto dello 0,01-0,03% in peso.
Il nichel è presente in quantità rilevante, tra il 15% e il 20%.
Il cobalto è il 7-10%.
Il molibdeno può arrivare al 5%.
Il titanio è tra lo 0,15 e lo 0,5%
L'alluminio è lo 0,005-0,15%.
Si controlla il tenore di altri elementi che deve essere mantenuto il più basso possibile:
Manganese e silicio al di sotto dello 0,12%.
Zolfo e fosforo al di sotto dello 0,01%.Boro al di sotto dello 0,003%.
Zirconio al di sotto dello 0,02%.

## Impieghi
L'impiego di questi acciai si ha in campo aeronautico, aerospaziale e automobilistico, ove le temperature massime di esercizio siano comunque lontane dalla temperatura di rinvenimento dell'acciaio. È anche utilizzato per la produzione delle migliori lame da scherma e ottime mazze da golf.